# Suncus fellowesgordoni
Suncus fellowesgordoni és una espècie de mamífer de la família de les musaranyes (Soricidae) endèmic de Sri Lanka i es troba amenaçat per la pèrdua d'hàbitat.